# Treib

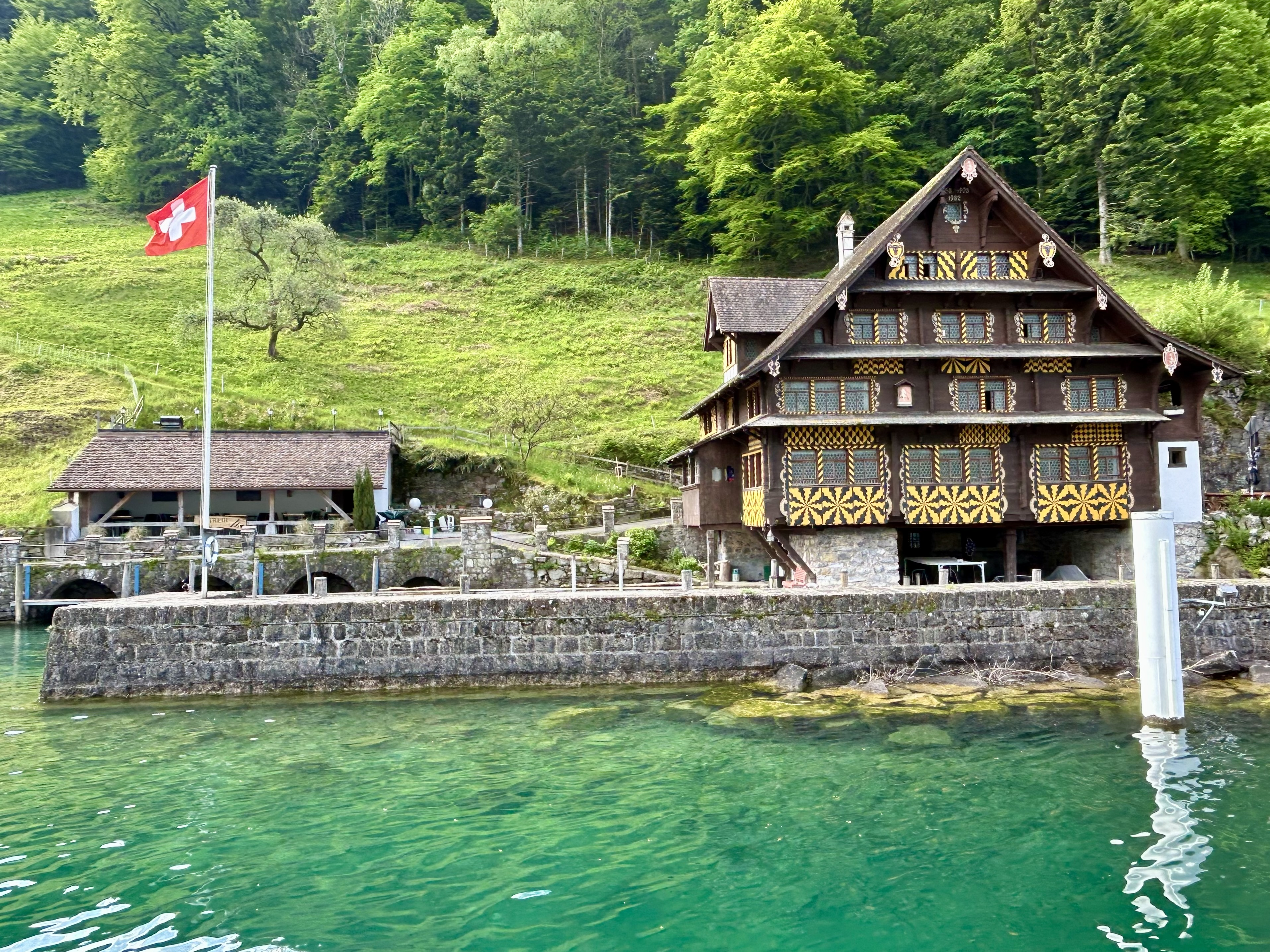
Wirtschaft zur Treib

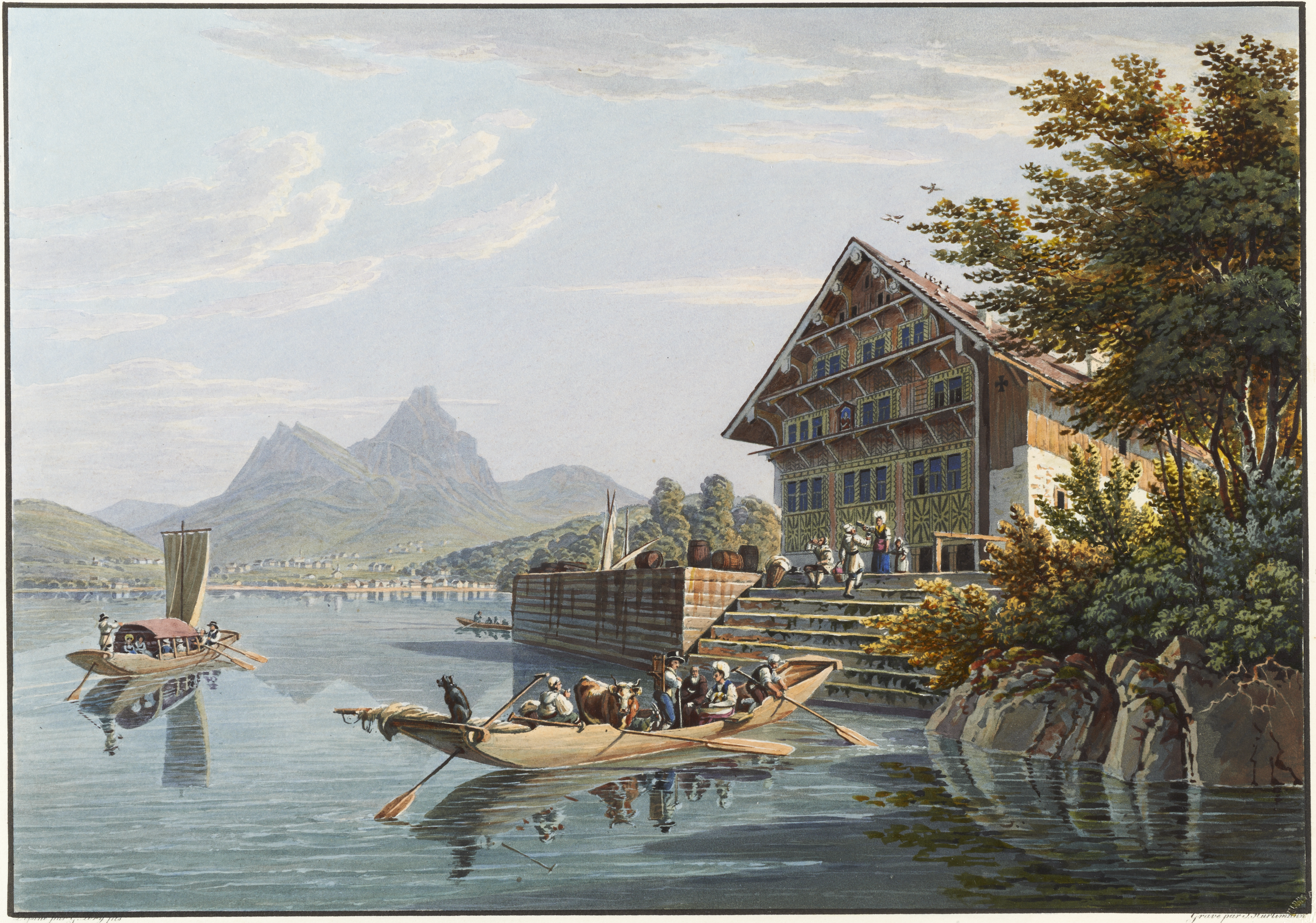
Treib um 1825

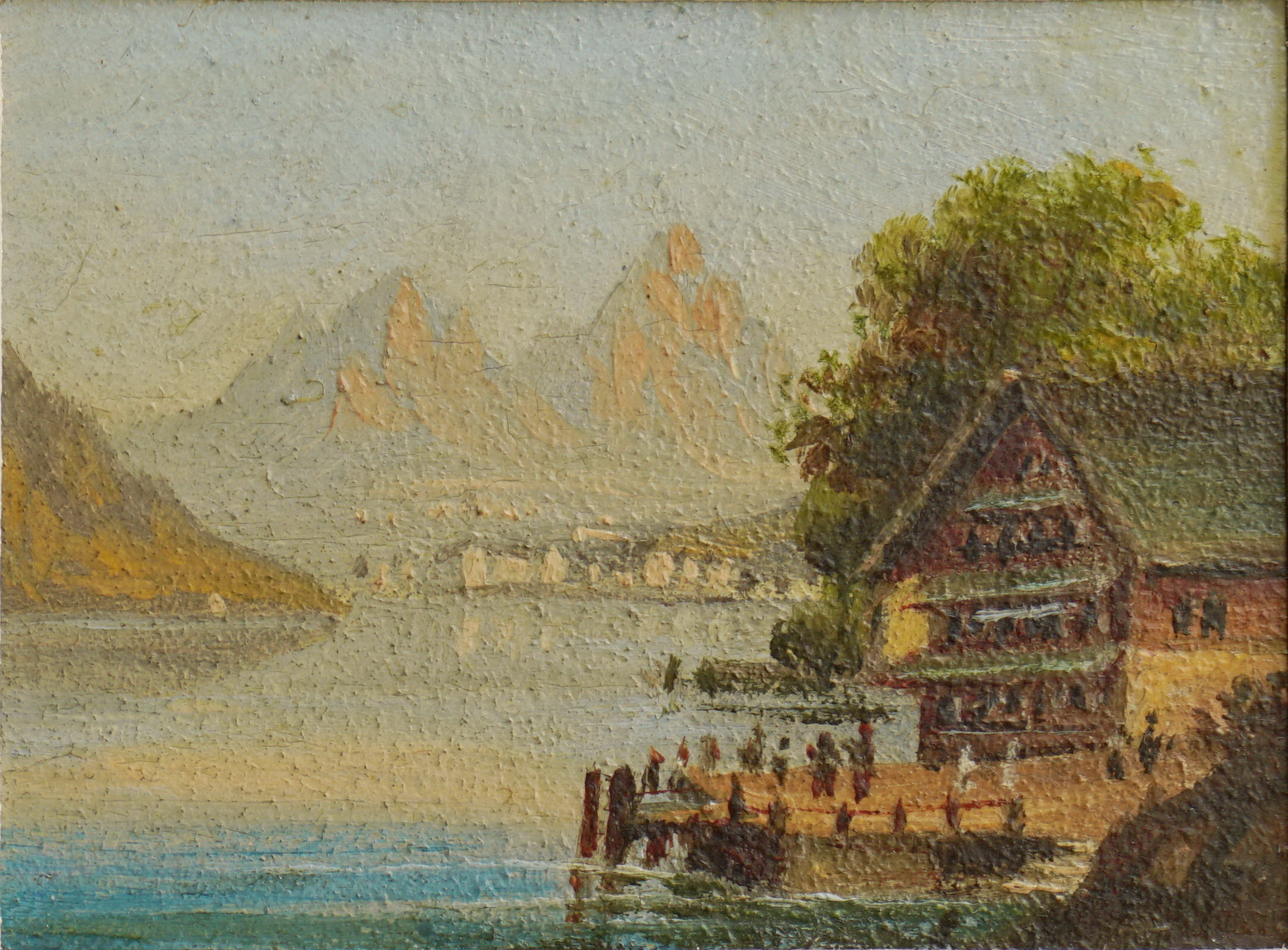
Das alte Wirtshaus mit der 1854 errichteten Dampfschiff-Anlegestelle, um 1870/80. Ölskizze (4,4 × 6,0 cm) von Heinrich Müller

Treib ist ein kleiner Ort und eine Haltestelle für Dampfschiffe am Vierwaldstättersee in der Schweiz. Die Treib gehört zur höher gelegenen Gemeinde Seelisberg, mit der sie durch die Treib-Seelisberg-Standseilbahn und eine schmale Strasse verbunden ist.
Um vor dem stürmischen Föhn auf dem Urnersee Schutz zu bieten, war an der Treib schon im frühen Mittelalter ein Schutzhafen entstanden. Auch diente die Treib als neutrales Territorium für Verfolgte; sie durften sich dort während drei Tagen aufhalten, ohne verhaftet zu werden.

## Wirtshaus zur Treib
1482 wurde erstmals das Haus zur Treib erwähnt, in dem die alten fünf Orte der Alten Eidgenossenschaft 72 Tagsatzungen abhielten. Im Winter 1657/58 brannte das Haus ab. 1658 entstand ein Neubau, der bis Anfang des 20. Jahrhunderts annähernd unverändert bestand. Der Zustand des Hauses war zu diesem Zeitpunkt derartig schlecht, dass ein Einsturz befürchtet wurde. 1903 wurde der Bau abgebrochen und durch einen Neubau ersetzt, wobei Fassadenelemente nach Möglichkeit wieder verwendet wurden. Hierbei handelt es sich um die Verzierungsbretter der Fenster und Fensterläden, die Karniese über den Fensterstürzen und die Dachziegel.
Das Haus ist Eigentum der Gemeinde Seelisberg und steht unter Denkmalschutz. Die alte Tagsatzungsstube kann besichtigt werden.